# Thomas C. Hart
Thomas Charles Hart, född 12 juni 1877 i Genesee County, Michigan, död 4 juli 1971 i Sharon, Connecticut, var en amerikansk amiral och politiker (republikan). Han representerade delstaten Connecticut i USA:s senat 1945–1946.
Hart utexaminerades 1897 från United States Naval Academy i Annapolis. Han deltog i spansk-amerikanska kriget, första världskriget och andra världskriget. Örlogskaptenen Hart gifte sig 1910 med amiraldottern Caroline Brownson. Parets dotter Harriet Taft Hart gifte sig 1946 med Woodrow Wilsons dotterson Francis B. Sayre, Jr.
Som amiral under andra världskriget fick Hart i uppdrag att genomföra en undersökning av vad som hade skett i attacken mot Pearl Harbor. Han lämnade flottan år 1945 för att tillträda som senator. Den sittande senatorn Francis T. Maloney hade avlidit i ämbetet och Hart blev utnämnd till senaten. Han ställde inte upp i fyllnadsvalet 1946 och efterträddes av Raymond E. Baldwin.
Hart avled 1971 och gravsattes på Arlingtonkyrkogården.